# ナンヨーリバー
ナンヨーリバー (Nanyo River) は日本中央競馬会に登録されていた競走馬である。馬名は冠名の「ナンヨー」と英語で川を意味する「リバー」が由来となっている。伯父にオフサイドトラップがいる。

## 経歴

### 2歳（2007年）
競走馬デビューは8月で、デビュー戦となった芝での新馬戦は2着、続く未勝利戦は6着だったが、デビュー3戦目の未勝利戦を制して初勝利を挙げた。
しかし短期放牧を挟んだ昇級後のくるみ賞（500万下）は5着、ひいらぎ賞（500万下）は12着だった。

### 3歳（2008年）
この年初戦の朱竹賞（500万下）で6着となったのを最後にダート路線に転向し、初ダート戦となった2月の3歳500万下競走こそ4着だったものの、3月の3歳500万下競走を9番人気で制してダート戦初勝利を挙げてオープン馬となると、続くオープン初戦の伏竜ステークスも制した。さらに重賞及びダートグレード競走初挑戦となった兵庫チャンピオンシップではスタート時に大きく出遅れたものの盛り返して優勝。3連勝を飾るとともに、重賞及びダートグレード競走初勝利を挙げた。この勝利は池上昌弘厩舎と馬主にとっても重賞及びダートグレード競走初勝利となった。
その後は短期休養を経て、7月9日のジャパンダートダービーに出走するが、サクセスブロッケンの5着に敗れた。そして、初の古馬との対戦となった8月23日のしらかばステークスに出走し、勝利を収めた。その後は、9月23日の日本テレビ盃に出走したが、6着に終わった。このレース中に、左前脚を故障していた事が判明、10月8日付けでJRA競走馬登録を抹消された。その後北海道浦河町の荻伏三好ファームで乗馬となっている。

## 競走成績
以下の内容は、netkeiba.com、JBISサーチに基づく。
| 年月日 | 年月日 | 年月日 | 競馬場 | 競走名            | 格    | 頭 数 | 枠 番 | 馬 番 | オッズ （人気） | オッズ （人気） | 着順 | 騎手     | 斤 量 | 距離（馬場）  | タイム （上り3F） | 時計 差 | 勝ち馬/（2着馬）     |
| 2007   | 8.     | 11     | 札幌   | 2歳新馬           |       | 13    | 5     | 6     | 4.5             | （2人）         | 4着  | 勝浦正樹 | 54    | 芝1200m（良） | 1:11.4 (35.7)     | 0.2     | グリフィス           |
|        | 9.     | 8      | 札幌   | 2歳未勝利         |       | 12    | 8     | 11    | 4.7             | （2人）         | 6着  | 武幸四郎 | 54    | 芝1500m（重） | 1:32.4 (37.2)     | 0.8     | アルスマグナ         |
|        | 9.     | 23     | 札幌   | 2歳未勝利         |       | 12    | 7     | 9     | 1.9             | （1人）         | 1着  | 池添謙一 | 54    | 芝1200m（良） | 1:11.7 (36.4)     | 0.0     | （エリザベスサクラ） |
|        | 10.    | 28     | 東京   | くるみ賞          | 500   | 9     | 8     | 9     | 11.0            | （5人）         | 5着  | O.ペリエ | 55    | 芝1400m（稍） | 1:23.3 (34.5)     | 0.4     | トラストパープル     |
|        | 12.    | 15     | 中山   | ひいらぎ賞        | 500   | 15    | 6     | 11    | 19.2            | （7人）         | 12着 | 柴田善臣 | 55    | 芝1600m（良） | 1:37.3 (38.3)     | 2.1     | レオマイスター       |
| 2008   | 1.     | 13     | 中山   | 朱竹賞            | 500   | 16    | 7     | 14    | 20.1            | （8人）         | 6着  | 武幸四郎 | 56    | 芝1200m（良） | 1:10.5 (37.0)     | 0.5     | アポロフェニックス   |
|        | 2.     | 11     | 東京   | 3歳500万下        |       | 16    | 7     | 14    | 11.5            | （5人）         | 4着  | 柴田善臣 | 56    | ダ1400m（不） | 1:24.8 (38.0)     | 1.4     | セッカチセージ       |
|        | 3.     | 1      | 中山   | 3歳500万下        |       | 15    | 3     | 5     | 19.9            | （8人）         | 1着  | 柴田善臣 | 56    | ダ1800m（良） | 1:54.8 (38.9)     | -0.5    | （シュリクン）       |
|        | 4.     | 6      | 中山   | 伏竜S             | OP    | 11    | 6     | 6     | 20.5            | （9人）         | 1着  | 柴田善臣 | 56    | ダ1800m（良） | 1:53.0 (37.7)     | -0.4    | （コロナグラフ）     |
|        | 4.     | 29     | 園田   | 兵庫CS            | JpnII | 11    | 8     | 10    | 1.6             | （1人）         | 1着  | 武豊     | 55    | ダ1870m（良） | 2:02.1 (37.9)     | -0.2    | （ウイントリガー）   |
|        | 7.     | 9      | 大井   | ジャパンDダービー | JpnI  | 15    | 6     | 12    | 5.5             | （2人）         | 5着  | 内田博幸 | 56    | ダ2000m（不） | 2:07.3 (39.5)     | 2.8     | サクセスブロッケン   |
|        | 8.     | 23     | 札幌   | しらかばS         | OP    | 11    | 3     | 3     | 3.5             | （1人）         | 1着  | 池添謙一 | 53    | ダ1700m（良） | 1.44.0 (36.2)     | 0.0     | （エアアドニス）     |
|        | 9.     | 23     | 船橋   | 日本テレビ盃      | JpnII | 14    | 8     | 13    | 8.5             | （5人）         | 6着  | 武豊     | 54    | ダ1800m（不） | 1:50.7 (41.0)     | 2.9     | ボンネビルレコード   |

## 血統表
| ナンヨーリバーの血統          | ナンヨーリバーの血統                                 | ナンヨーリバーの血統       | （血統表の出典）           | （血統表の出典） |
| 父系                          | ミスタープロスペクター系                             | ミスタープロスペクター系   | ミスタープロスペクター系   | [ § 2 ]          |
| 父 *スキャン Scan 1988 鹿毛   | 父の父Mr. Prospector 1970 鹿毛                       | Raise a Native             | Native Dancer              | Native Dancer    |
| 父 *スキャン Scan 1988 鹿毛   | 父の父Mr. Prospector 1970 鹿毛                       | Raise a Native             | Raise You                  |                  |
| 父 *スキャン Scan 1988 鹿毛   | 父の父Mr. Prospector 1970 鹿毛                       | Gold Digger                | Nashua                     | Nashua           |
| 父 *スキャン Scan 1988 鹿毛   | 父の父Mr. Prospector 1970 鹿毛                       | Gold Digger                | Sequence                   |                  |
| 父 *スキャン Scan 1988 鹿毛   | 父の母Video 1983 鹿毛                                | Nijinsky II                | Northern Dancer            | Northern Dancer  |
| 父 *スキャン Scan 1988 鹿毛   | 父の母Video 1983 鹿毛                                | Nijinsky II                | Flaming Page               |                  |
| 父 *スキャン Scan 1988 鹿毛   | 父の母Video 1983 鹿毛                                | Foreseer                   | Round Table                | Round Table      |
| 父 *スキャン Scan 1988 鹿毛   | 父の母Video 1983 鹿毛                                | Foreseer                   | Regal Gleam                |                  |
| 母 シアトルギャル 1996 黒鹿毛 | 母の父*サンデーサイレンス Sunday Silence 1986 青鹿毛 | Halo                       | Hail to Reason             | Hail to Reason   |
| 母 シアトルギャル 1996 黒鹿毛 | 母の父*サンデーサイレンス Sunday Silence 1986 青鹿毛 | Halo                       | Cosmah                     |                  |
| 母 シアトルギャル 1996 黒鹿毛 | 母の父*サンデーサイレンス Sunday Silence 1986 青鹿毛 | Wishing Well               | Understanding              | Understanding    |
| 母 シアトルギャル 1996 黒鹿毛 | 母の父*サンデーサイレンス Sunday Silence 1986 青鹿毛 | Wishing Well               | Mountain Flower            |                  |
| 母 シアトルギャル 1996 黒鹿毛 | 母の母トウコウキャロル 1987 鹿毛                     | ホスピタリテイ             | *テュデナム                | *テュデナム      |
| 母 シアトルギャル 1996 黒鹿毛 | 母の母トウコウキャロル 1987 鹿毛                     | ホスピタリテイ             | トウコウポポ               |                  |
| 母 シアトルギャル 1996 黒鹿毛 | 母の母トウコウキャロル 1987 鹿毛                     | ミヨトウコウ               | ムーティエ                 | ムーティエ       |
| 母 シアトルギャル 1996 黒鹿毛 | 母の母トウコウキャロル 1987 鹿毛                     | ミヨトウコウ               | チトセホープF-No.7-c       |                  |
| 母系(F-No.)                   | アストニシメント系(FN:7-c)                           | アストニシメント系(FN:7-c) | アストニシメント系(FN:7-c) | [ § 3 ]          |
| 5代内の近親交配               | Hail to Reason 5×4=9.38%                             | Hail to Reason 5×4=9.38%   | Hail to Reason 5×4=9.38%   | [ § 4 ]          |
| 出典                          | 1. 2. 3. 4.                                          | 1. 2. 3. 4.                | 1. 2. 3. 4.                | 1. 2. 3. 4.      |

- 伯父に天皇賞（秋）勝ち馬のオフサイドトラップがいる。
- 祖母の半兄にクリスタルカップ勝ち馬のキリノトウコウがいる。
- 4代母チトセホープは優駿牝馬勝ち馬。
- 5代母エベレストまで遡ると、スズパレードやブルーコンコルドも近親にあたる。